# Instituto Mignone
El Instituto Municipal Superior de Educación y Tecnología "Dr. Emilio Fermín Mignone" es una institución de educación terciaria de la ciudad Luján, provincia de Buenos Aires.
Fue creado por la Municipalidad de Luján mediante la ordenanza n.º 2018 sancionada por el Honorable Concejo Deliberante el 30 de abril de 1987.
Inicialmente se lo designó Instituto Municipal Superior de Perfeccionamiento Docente. Más tarde se cambió por la actual denominación, para dar cabida a otras ofertas educativas y el 13 de diciembre del 2003 se le impuso el nombre de Dr. Emilio Fermín Mignone. En forma abreviada se lo conoce como Instituto Mignone.

## Carreras[1]
Dicta seis carreras con Títulos Oficiales de la Dirección General de Cultura y Educación de la Provincia de Buenos Aires con validez Nacional.
- Profesorado de Educación Física. (resolución 2432/09)
- Tecnicatura Superior en Bibliotecología. (resolución 6161/03)
- Tecnicatura Superior en Servicios Gastronómicos. (resolución 3753/11)
- Tecnicatura Superior en Relaciones Públicas y Ceremonial. (resolución 2905/98)
- Tecnicatura Superior en Gestión Cultural. (resolución 686/07)
- Tecnicatura Superior en Diseño y Producción de Indumentaria. (resolución 129/11).